# Fokker
Fokker je bila nizozemska tvornica zrakoplova imenovana po osnivaču Anthony Fokkeru (1890. – 1939.). S dvadeset godina Fokker izrađuje svoj prvi zrakoplov Spin i leti s njime u Nizozemskoj. Najbolje razdoblje bilo je od 1920. – 1930. godine kada je Fokker bio glavni proizvođač civilnih zrakoplova. Kompanija je propala 1996. godine.

## Prvi svjetski rat
Radi boljih uvjeta 1912. godine Anthony Fokker odlazi u Njemačku, prvo u Berlin gdje osniva svoju prvu tvornicu Fokker Aeroplanbau a zatim u Schwerin  gdje izgrađuje zrakoplove koje je Njemačka vojska koristila u Prvom svjetskom ratu. Među najpoznatijima je trokrilac Fokker Dr.I s kojim je njemački pilot Manfred von Richthofen, poznat kao Red Baron, ostvario osamdeset pobjeda u zračnim bitkama. Uz zrakoplove, jedna inovacija namijenjena za ratovanje bila je usklađivanje rada propelera i mitraljeza na zrakoplovu što je omogućilo ispaljivanje zrna između krakova propelera. U Schwerinu je radio i naš Rudolf Fizir kojemu je nakon Prvog svjetskog rata povjerena organizacija podružnice u Budimpešti.

## Između dva rata
1919. Anthony Fokker se vraća u Nizozemsku i osniva svoju tvrtku Nizozemska tvornica zrakoplova (prevedeno), izbjegavajući tako naziv Fokker radi umiješanosti u Prvi svjetski rat. Uglavnom gradi civilne zrakoplove ali ne odustaje niti od vojnih za potrebe Nizozemskog i Finskog vojnog zrakoplovstva. Za Fokker slijedi najuspješnije doba koje počinje izgradnjom F.VIIa/3m trimotor, putničkog zrakoplova kojeg su koristili 54 prevozioca. 1923. Fokker gradi podružnicu Atlantic Aircraft Corporation u Americi, koja 1927. mijenja ime u Fokker Aircraft Corporation of America, slijedi udruživanje s General Motors Corporation 1930. Fokker, zapostavljen od strane vodstva GM i nezadovoljan odnosima 1931. daje otkaz. 23. prosinca 1939. Anthony Fokker umire u New York-u.

## Drugi svjetski rat
U Drugom svjetskom ratu zrakoplovi Nizozemskih zračnih snaga Fokker G.1s i Fokker D.XXIs mogli su se suprotstaviti Njemačkom zrakoplovstvu ali mnogi su bili uništeni još na zemlji, prije uzlijetanja. Tvornica je pala u Njemačke ruke i služila je za izgradnju školskih zrakoplova Bücker Bü 181 Bestmann i dijelova za Junkers Ju 52. Krajem rata tvornica je potpuno uništena.

## Poslijeratno razdoblje
Poslije rata bilo je teško dovesti tvornicu na staru slavu. Isprva su se radile jedrilice, vojni transportni zrakoplovi tipa Dakota pretvarali su se u civilne, izgrađen je prvi Fokker-F25, vojni školski Fokker S-11 naručili su zračne snage nekoliko zemalja...
1951. izgrađena je nova tvornica pokraj Amsterdama odakle izlaze mnogi zrakoplovi prema licenci Lockheed's F-104 Starfighter. Druga tvornica za proizvodnju i održavanje izgrađena je u Woensdrecht-u.
1958. predstavljen je putnički zrakoplov Fokker F27 "Friendship", najuspješniji Fokkerov zrakoplov. Do 1986. prodano je skoro 800 zrakoplova. 1962. izlazi inačica zrakoplova Fokker F28 "Friendship" izrađen u 241 raznih inačica. Fokker je bio i jedan od glavnih partnera u proizvodnji F-16 Fighting Falcon, borbenih zrakoplova s mlaznim motorom kojeg su uz Norveške, koristile zračne snage Belgije i Danske.

## Fokker 50, Fokker 100, i Fokker 70
1981. Fokker počinje razvoj dva nova zrakoplova, turboprop Fokker F50 i turbomlaznog Fokker F100. Početni uspjeh i financijska dobit dovela je do razvitka F70, manje inačice F100. Radi konkurencije prodano je manje zrakoplova od očekivanja. 15. ožujka 1996. Fokker objavljuje prestanak proizvodnje.

## Modeli
- Fokker F50
- Fokker F70
- Fokker F100
- Fokker B-8
- Fokker C.V
- Fokker D.VII
- Fokker D.VIII
- Fokker D.XXI
- Fokker Dr.I
- Fokker E.III
- Fokker E.V
- Fokker F.VII
- Fokker F27 "Friendship"
- Fokker F28 "Fellowship"
- Fokker G.1
- Fokker XA-7

## Vanjske poveznice
- Fokker, živuća povijest  Arhivirana inačica izvorne stranice od 4. travnja 2005. (Wayback Machine)